# Stadler Tango Kraków Lajkonik
Stadler Tango Kraków „Lajkonik” − niskopodłogowe, trzyczłonowe, jednokierunkowe tramwaje szwajcarskiego producenta Stadler, produkowane dla MPK Kraków i eksploatowane przezeń w Krakowie od roku 2020.

## Produkcja
Stalowe pudła wagonów produkowane i spawane są w zakładach Stadlera w Środzie Wielkopolskiej.
Do zakładu Stadlera w Siedlcach pudła transportowane są na specjalnych lawetach, z których przenoszone są do hali montażowej za pomocą suwnic. Montaż w hali trwa od 4 do 6 tygodni, podczas których odbywa się zabudowa wagonów (instalacja komponentów, począwszy od elementów podłóg, np. materiałów antypoślizgowych, ścian i sufitów, poprzez rozkładanie okablowania, montaż elementów sterujących i pulpitu motorniczego, aż po montaż siedzisk). Po tym wagony ustawiane są na wózkach jezdnych i skręcane, a następnie wkleja się w nie szyby. Osobno, w dziale montażu elektrycznego wstępnego, przygotowywane są szafy sterujące (tablice i wyposażenie elektrycznego, na które składa się nawet dwa tysiące połączeń elektrycznych). W jednym wagonie znajduje się do 22 kilometrów kabli.

## Konstrukcja

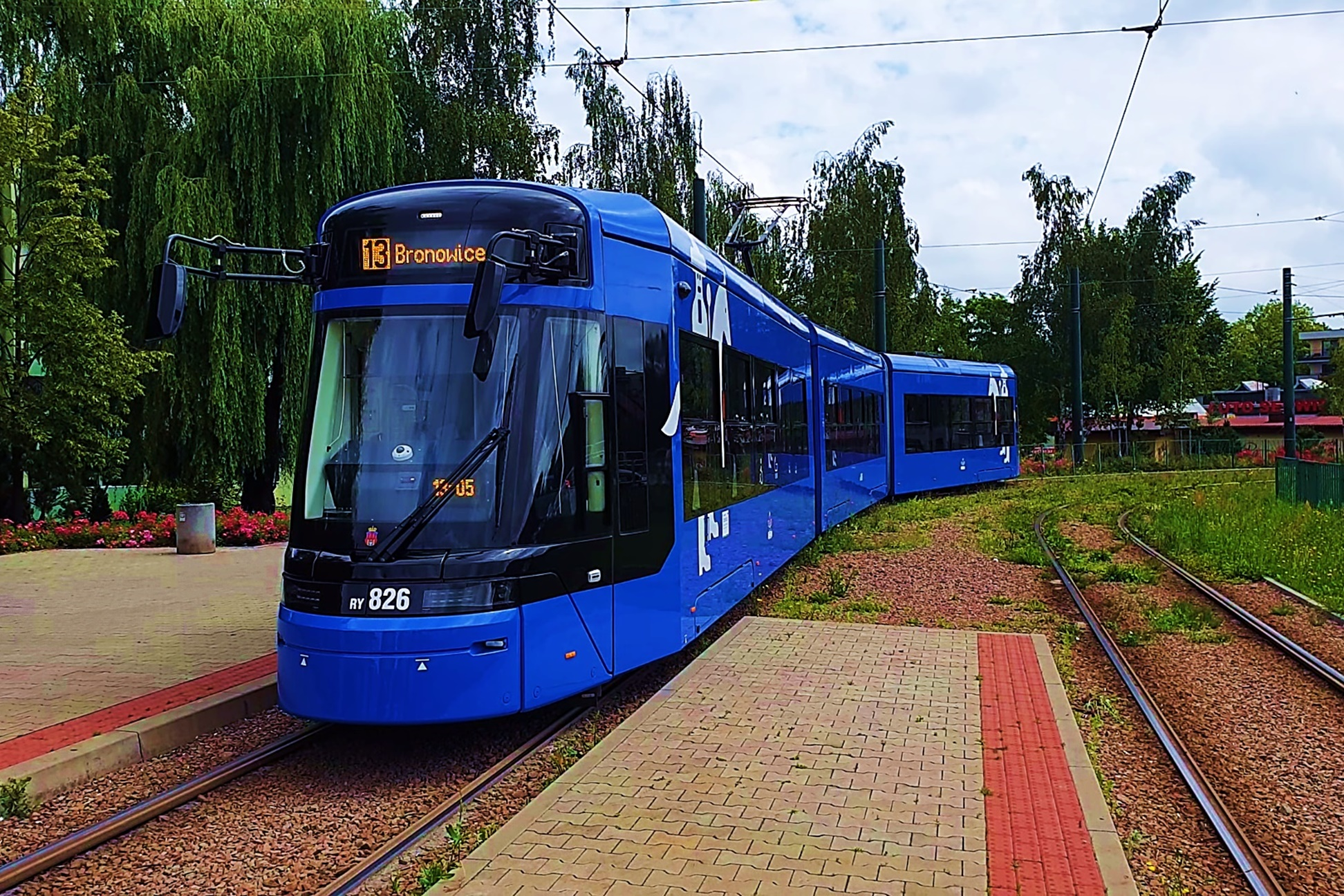
Stadler Tango Kraków „Lajkonik” na pętli Nowy Bieżanów P+R

Tramwaje „Lajkonik” to pojazdy o długości 33,4 metra, które wyposażone są w klimatyzację, monitoring, oświetlenie wnętrza w technologii LED, system informacji pasażerskiej złożony z głosowego zapowiadania przystanków i tablic wyświetlających trasę przejazdu oraz automaty biletowe obsługujące płatności kartą płatniczą. Wagony posiadają szerokie otwierania drzwi podwójnych (1 400 mm) ułatwiające wymianę pasażerów, oraz specjalne platformy ułatwiające osobom poruszającym się na wózkach wsiadanie do pojazdu oraz jego opuszczanie. W sekcji pasażerskiej znajdują się porty USB i gniazda 230 V umożliwiające ładowanie urządzeń mobilnych.
Tramwaje posiadają system akumulatorów, który pozwala na pokonanie dystansu 3 km z opuszczonym pantografem, bez zasilania z sieci trakcyjnej, np. podczas jej awarii lub na odcinkach niezelektryfikowanych (system posiadają 2 z 50 wagonów, pozostałe mają instalację umożliwiającą zamontowanie tego systemu w przyszłości, system będą miały również zamontowane 2 z 60 wagonów, które będą dostarczone do Krakowa w ramach realizacji drugiego przetargu), w pełni obrotowe wózki z elastyczną ramą i klasycznymi osiami, ergonomicznie zaprojektowaną kabinę motorniczego, 82 miejsca siedzące do dyspozycji pasażerów, ergonomicznie rozmieszczone wyposażenie przedziału pasażerskiego, kabinę motorniczego i przestrzeń dla pasażerów wyposażone w indywidualny system HVAC, specjalny zewnętrzny system audio (dwa pojazdy), listwy świetlne na poręczach i stopniach wewnętrznych, czoło pojazdu zaprojektowane w sposób minimalizujący ewentualne obrażenia pieszych, wyposażenie w system crash (absorbery energii), minimalizujące efekty kolizji, oraz łatwy dostęp do wszystkich urządzeń podczas wykonywania prac utrzymaniowych. Konstrukcja jezdna ram wózków zapewnia zmniejszenie zużycia ich kół i torowiska, po którym się poruszają, oraz zmniejszenie drgań emitowanych przez pojazd podczas jazdy. W tramwajach zastosowany został system rekuperacji, który daje możliwość wykorzystywania energii pochodzącej z hamowania pojazdu.

## Dane techniczne[2]
| Stadler Tango Kraków „Lajkonik”              |                                                                 |                                                                 |
| Rozstaw toru                                 | 1 435 mm                                                        | 1 435 mm                                                        |
| Przeznaczenie                                | Transport miejski                                               | Transport miejski                                               |
| Napięcie zasilania                           | 600 V DC                                                        | 600 V DC                                                        |
| Miejsca siedzące                             | 82 + 1                                                          | 82 + 1                                                          |
| Miejsca stojące                              | 139                                                             | 139                                                             |
| Wysokość podłogi                             | Wysokość wejścia                                                | 300 mm                                                          |
| Wysokość podłogi                             | Niska podłoga                                                   | 370 mm do 480 mm z max. nachyleniem 8%                          |
| Wysokość podłogi                             | Wysoka podłoga                                                  | 590 mm                                                          |
| Szerokość wejścia                            | 650 mm / 1400 mm                                                | 650 mm / 1400 mm                                                |
| Siła ściskania podłużnego                    | 400 kN                                                          | 400 kN                                                          |
| Długość pojazdu                              | 33 400 mm                                                       | 33 400 mm                                                       |
| Szerokość pojazdu                            | 2 400 mm                                                        | 2 400 mm                                                        |
| Wysokość pojazdu                             | 3 600 mm                                                        | 3 600 mm                                                        |
| Rozstaw osi wózków                           | Wózek motorowy                                                  | 1 800 mm                                                        |
| Rozstaw osi wózków                           | Wózek toczny                                                    | 1 800 mm                                                        |
| Średnica koła napędowego                     | 600/520 mm (nowe/zużyte)                                        | 600/520 mm (nowe/zużyte)                                        |
| Średnica koła tocznego                       | 600/520 mm (nowe/zużyte)                                        | 600/520 mm (nowe/zużyte)                                        |
| Moc ciągła na kołach                         | 420 kW                                                          | 420 kW                                                          |
| Moc maksymalna na kołach                     | 675 kW                                                          | 675 kW                                                          |
| Siła pociągowa podczas rozruchu (do 47 km/h) | 78,4 kN                                                         | 78,4 kN                                                         |
| Przyspieszenie podczas rozruchu              | 1,1 m/s² (przy prędkości 0–30 km/h i pełnym obciążeniu pojazdu) | 1,1 m/s² (przy prędkości 0–30 km/h i pełnym obciążeniu pojazdu) |
| Prędkość maksymalna                          | 70 km/h                                                         | 70 km/h                                                         |

## Historia

### Pierwszy przetarg

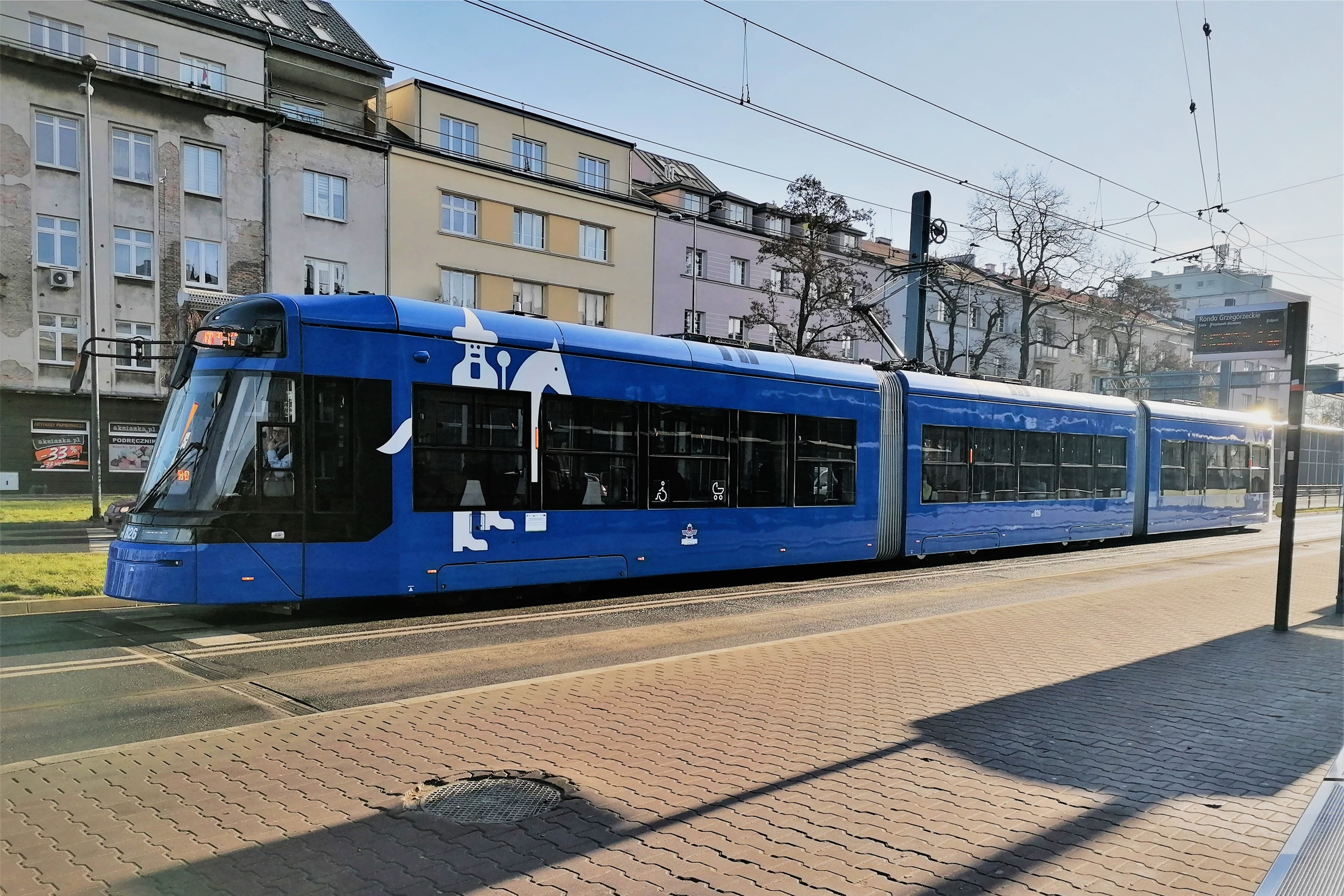
Stadler Tango Kraków „Lajkonik” na Rondzie Grzegórzeckim

24 października 2016 MPK Kraków otworzyło oferty przetargowe na zakup 50 tramwajów o długości 32–35 m. Zostały złożone 4 oferty:
- Konsorcjum Solaris Bus & Coach i Stadler Polska – wagon o nazwie Tango Kraków „Lajkonik”[2] – 7 270 127 zł netto (za 1 wagon),
- Newag – wagon o nazwie 138N – 8 595 000 zł netto,
- Pesa – wagon o nazwie 2016N Krakowiak II – 6 950 000 zł netto,
- Škoda Transportation wagon o nazwie ForCity Kraków 8 290 000 zł netto.

Przetarg podzielony był na dwie części. W pierwszej miało zostać dostarczonych 35 wagonów. Przewidywany czas realizacji kontraktu wskazywał na lata 2019–2020. 10 listopada 2016 MPK Kraków wykluczyło Pesę z przetargu w związku z nienależytą realizacją umowy na zakup 36 wagonów 2014N Krakowiak. 23 czerwca 2017 sąd okręgowy nakazał przywrócenie oferty Pesy do przetargu. 8 sierpnia 2017 MPK Kraków wybrało Pesę w związku z najniższą ceną ofertową. Kontrakt opiewał na sumę 427,425 mln zł brutto. Producent na realizację umowy miał mieć 30 miesięcy od dnia jej podpisania. Ponieważ 10 listopada 2017 reprezentacja Pesy nie stawiła się na podpisanie umowy, ani nie wniosła wymaganych gwarancji finansowych w wysokości 29,9 mln zł, wykonanie kontraktu zostało przekazane konsorcjum Solaris Bus & Coach i Stadler Polska. 16 stycznia 2018 MPK Kraków podpisało umowę ramową na dostawę 50 tramwajów „Lajkonik” wraz z umową wykonawczą na pierwsze 35 sztuk, a 12 grudnia podpisało umowę wykonawczą na drugą partię tramwajów, obejmującą pozostałe 15 sztuk.

### Drugi przetarg

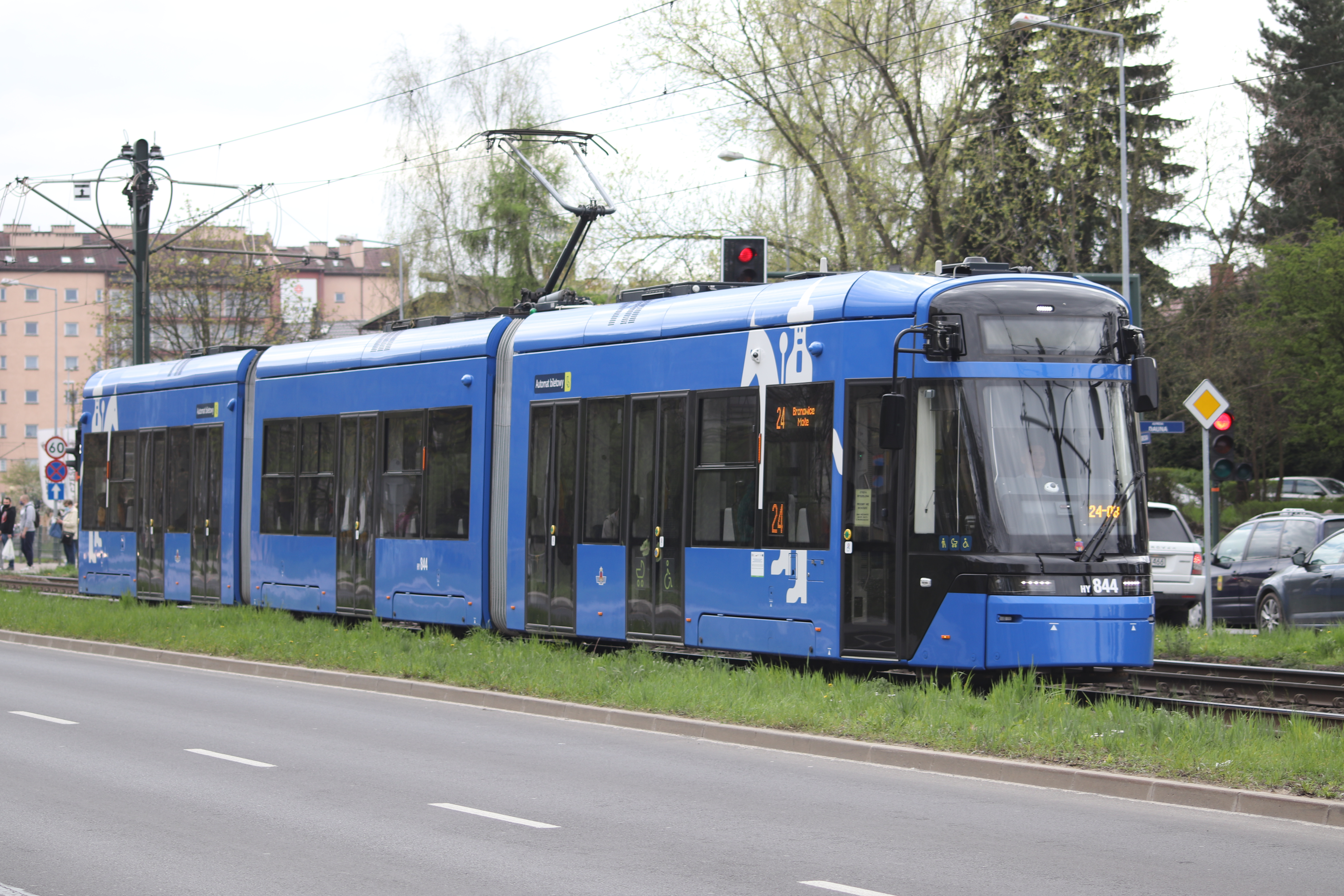
Stadler Tango Kraków „Lajkonik” podczas kursu na linii 24

17 września 2019 MPK Kraków otwarło oferty przetargowe na zakup do 60 tramwajów o długości co najmniej 32 m. Została złożona jedna oferta (konsorcjum Stadler Polska i Stadler Środa – wagon o nazwie Tango Kraków „Lajkonik 2” – 8 371 600 zł netto za 1 wagon), w związku z czym, po uzyskaniu pozytywnej oceny, została ona wybrana jako najlepsza. 29 kwietnia 2020 podpisano kolejną umowę ramową na dostawę do 60 tramwajów „Lajkonik II” wraz z umowami wykonawczymi na pierwsze 35 tramwajów. 4 listopada, w ramach prawa opcji, podpisano umowę wykonawczą na pozostałe 25 wagonów, co tym samym sprawiło, że łączna liczba zamówionych przez Kraków tramwajów „Lajkonik” wyniosła 110 sztuk.

### Eksploatacja

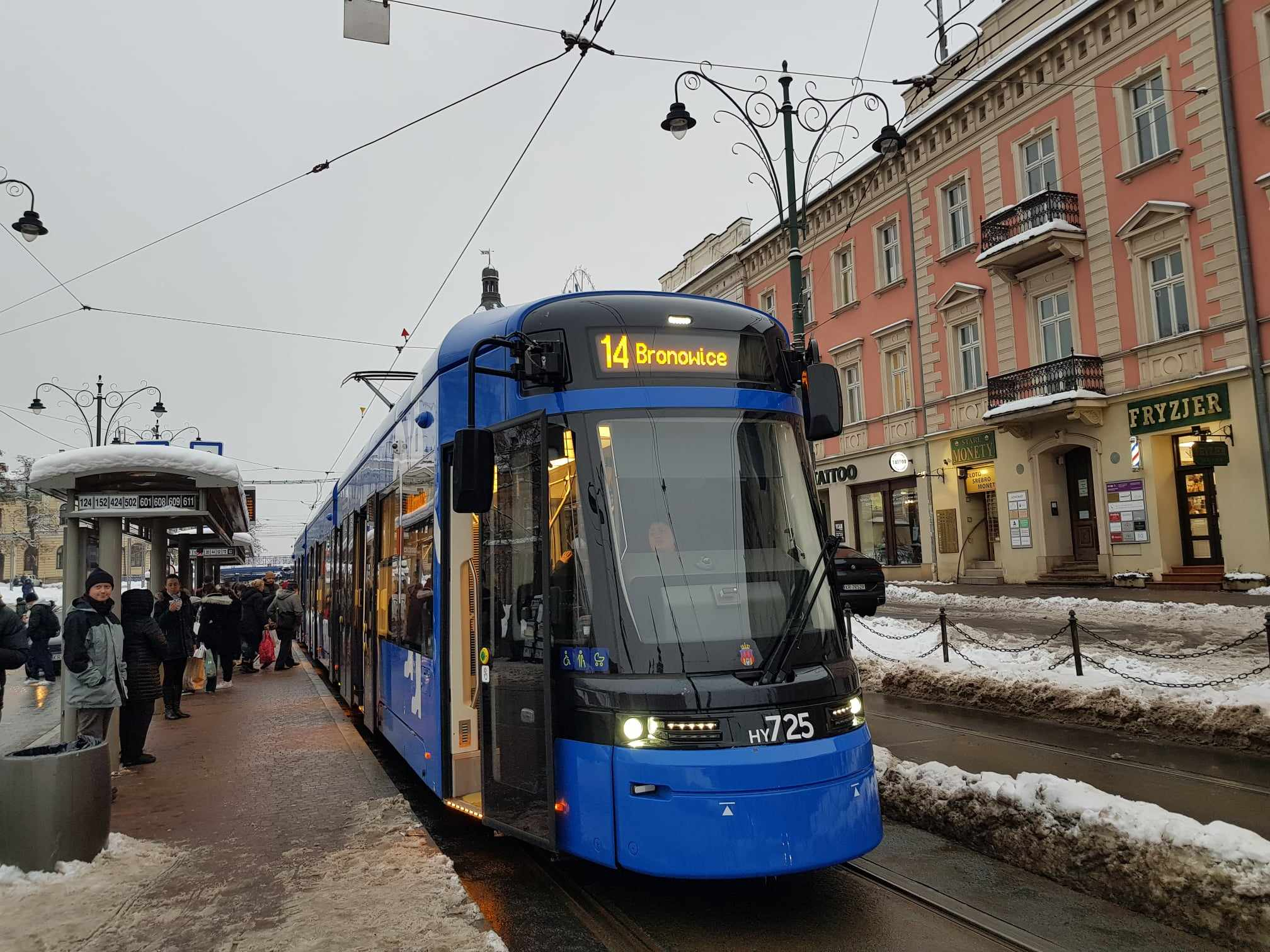
Stadler Tango „Lajkonik” przy ulicy Lubicz w Krakowie

5 kwietnia 2019 roku MPK Kraków poinformowało, że w Środzie Wielkopolskiej powstał pierwszy stalowy element jednego z 50 tramwajów, który miał następnie trafić do fabryki w Siedlcach. 13 grudnia 2019 pierwszy tramwaj Stadlera został dostarczony do Krakowa, na ulice miasta, w ramach testów, wyjechał po raz pierwszy 7 stycznia 2020, a 7 maja zakończyły się jego odbiory. 18 czerwca 2020 pierwsze dwa egzemplarze „Lajkonika” wyjechały na linie z pasażerami. 19 sierpnia 2021, do zajezdni tramwajowej Podgórze, dotarł ostatni z zamówionych wagonów. 7 września wszystkie dostarczone tramwaje kursowały już liniowo. Zakończenie dostaw „Lajkoników” zostało uznane za jedno z najważniejszych wydarzeń w krakowskiej komunikacji w roku 2021.
22 sierpnia 2022 pierwszy tramwaj „Lajkonik II”, w ramach realizacji drugiego przetargu, został dostarczony do Krakowa. 24 listopada 2022 pierwsze trzy egzemplarze „Lajkonika II” wyjechały na linie z pasażerami. 18 października 2023, do zajezdni tramwajowej w Nowej Hucie, dotarł ostatni z zamówionych wagonów drugiej serii.
80 wagonów stacjonuje w zajezdni Nowa Huta, a pozostałe 30 w zajezdni Podgórze.